# Philip Ziegler
Philip Sandeman Ziegler (Ringwood, 24 de diciembre de 1929-22 de febrero de 2023) fue un historiador y biógrafo británico. 

## Biografía
Nació en Ringwood, Hampshire, y fue educado en St Cyprian's School en Eastbourne y estaba en esta escuela cuando se fusionó con la Summer Fields School de Oxford. Posteriormente fue al Eton College y al New College también en Oxford. Se licenció en Jurisprudencia con los más altos honores, antes de unirse al servicio exterior británico, para el cual sirvió en Laos, Pretoria y Bogotá, así como con la delegación de la OTAN en París.

## Carrera como escritor
En 1967 se retiró del servicio exterior y se unió a Collins, originalmente con la intención de ser novelista. Comenzó una carrera como biógrafo reseñando la vida de la amante de Talleyrand, la duquesa de Dino. Fue redactor jefe en Collins desde 1979-80. Escribió en varias revistas y periódicos incluyendo The Spectator, The Listener, The Times, The Daily Telegraph y History Today.

## Obra
- Duchess of Dino (1962)
- Addington: A Life of Henry Addington, First Viscount Sidmouth (1965)
- The Black Death (1969)
- King William IV (1971)
- Omdurman (1973)
- Melbourne : a Biography of William Lamb 2nd Viscount Melbourne (1976)
- Crown and People (1978)
- Diana Cooper (1981)
- Mountbatten. The Official Biography (1985)
- Elizabeth's Britain 1926 to 1986 (1986)
- Diaries of Lord Louis Mountbatten 1920-1922: Tours with the Prince of Wales (1987) —editor—
- Personal Diary of Admiral the Lord Louis Mountbatten, South-East Asia, 1943-1946 (1988)
- The Sixth Great Power: Barings 1762-1929 (1988)
- From Shore to Shore - The Final Years: The Diaries of Earl Mountbatten of Burma 1953-1979 (1989)
- Edward VIII, the Official Biography (1990)
- Brooks's: A Social History (1991) —editor con Desmond Seward—
- Wilson: The Authorised Life of Lord Wilson of Rievaulx (1995)
- ''London at War 1939-1945 (1995)
- Osbert Sitwell (1998)
- Britain Now and Then: The Francis Frith Collection (1999)
- Soldiers: Fighting Men's Lives, 1901-2001 (2001)
- Man Of Letters: The Extraordinary Life and Times of Literary Impresario Rupert Hart-Davis (2005)
- Edward Heath (2010)